# Торе Марино (Кјети)
Торе Марино (итал. Torre Marino) је насеље у Италији у округу Кјети, региону Абруцо.
Према процени из 2011. у насељу је живело 86 становника. Насеље се налази на надморској висини од 325 м.